# Comuna Ciorăști, Vrancea
Ciorăști este o comună în județul Vrancea, Muntenia, România, formată din satele Ciorăști (reședința), Codrești, Mihălceni, Salcia Nouă, Salcia Veche, Satu Nou și Spătăreasa. În comună sunt 2038 gospodării cu 1974 locuințe și trăiesc 3150 de locuitori.

## Așezare
Comuna se află în sud-estul județului, la limita cu județele Buzău și Brăila, pe malurile râului Râmnicu Sărat, care trece prin 4 din cele 7 sate. Este deservită de șoseaua națională DN23A, care o leagă spre nord de Tătăranu, Gologanu și Focșani (unde se termină în DN23), precum și de DN23B, care o leagă de Măicănești (unde se termină în același DN23). Prin comună trece și calea ferată Făurei-Tecuci, pe care este deservită de stația Ciorăști. Principalele îndeletniciri ale locuitorilor sunt cultivarea cerealelor, creșterea vitelor și legumicultura.

## Demografie
Componența etnică a comunei Ciorăști
     Români (86,34%)
     Romi (7,65%)
     Alte etnii (0,07%)
     Necunoscută (5,94%)
Componența confesională a comunei Ciorăști
     Ortodocși (92,42%)
     Adventiști (1,09%)
     Alte religii (0,36%)
     Necunoscută (6,12%)
Conform recensământului efectuat în 2021, populația comunei Ciorăști se ridică la 2.745 de locuitori, în scădere față de recensământul anterior din 2011, când fuseseră înregistrați 3.150 de locuitori. Majoritatea locuitorilor sunt români (86,34%), cu o minoritate de romi (7,65%), iar pentru 5,94% nu se cunoaște apartenența etnică. Din punct de vedere confesional, majoritatea locuitorilor sunt ortodocși (92,42%), cu o minoritate de adventiști (1,09%), iar pentru 6,12% nu se cunoaște apartenența confesională.

## Istorie
La sfârșitul secolului al XIX-lea, comuna făcea parte din plasa Marginea de Jos a județului Râmnicu Sărat și era formată din satele Ciorăști, Sfoara, Spătăreasa și Codrești, cu o populație de 1929 de locuitori. În comună funcționau două biserici (una la Ciorăști zidită în 1867 și una la Codrești construită în 1858) și o școală mixtă cu 70 de elevi, deschisă în 1886. La acea vreme, pe teritoriul actual al comunei mai funcționa în aceeași plasă și comuna Slobozia-Mihălceni, formată din satele Slobozia-Mihălceni și Salcia, cu o populație de 844 de locuitori. Aici funcționau o școală mixtă și o biserică ridicată în 1832.
Anuarul Socec din 1925 consemnează comuna în plasa Măicănești a aceluiași județ, având o populație de 3004 locuitori în satele Codrești și Ciorăști. În aceeași plasă se afla și comuna Slobozia-Mihălceni, cu satele Slobozia-Mihălceni, Salcia Nouă și Salcia Veche, având 1680 de locuitori.
În 1950, cele două comune au fost transferate la raionul Râmnicu Sărat din regiunea Buzău și apoi (după 1952) din regiunea Ploiești. În timp, comuna Slobozia-Mihălceni a luat numele de Mihălceni, ca și satul ei de reședință. În 1968, comunele au fost rearondate județului Vrancea, iar comuna Mihălceni a fost desființată și inclusă în comuna Ciorăști.

## Instituții publice

### Școli și grădinițe
În comună funcționează două școli și două grădinițe

## Politică și administrație
Comuna Ciorăști este administrată de un primar și un consiliu local compus din 11 consilieri. Primarul, Nicolae-Gabriel Brăicău[*], de la Partidul Național Liberal, este în funcție din 2012. Începând cu alegerile locale din 2024, consiliul local are următoarea componență pe partide politice:
|  | Partid                          | Consilieri | Componența Consiliului | Componența Consiliului | Componența Consiliului | Componența Consiliului | Componența Consiliului | Componența Consiliului | Componența Consiliului | Componența Consiliului | Componența Consiliului |
|  | ------------------------------- | ---------- | ---------------------- | ---------------------- | ---------------------- | ---------------------- | ---------------------- | ---------------------- | ---------------------- | ---------------------- | ---------------------- |
|  | Partidul Național Liberal       | 9          |                        |                        |                        |                        |                        |                        |                        |                        |                        |
|  | Alianța pentru Unirea Românilor | 1          |                        |                        |                        |                        |                        |                        |                        |                        |                        |
|  | Partidul Social Democrat        | 1          |                        |                        |                        |                        |                        |                        |                        |                        |                        |